# 高木啓充
高木 啓充（たかぎ ひろみつ、1983年9月16日 - ）は、元プロ野球選手（投手）。

## 来歴・人物

### プロ入り前
中学時代は陸上部に所属し、砲丸投で四国大会3位入賞を果たす。その後宇和島東高校に進学。1年秋からベンチ入りし、投手、一塁、三塁を兼任。2年夏は県大会ベスト4、2年秋は県大会優勝で四国大会へ進むが、初戦で延長12回を完投しながら敗れた。3年夏はエース兼4番として準決勝では新田高の越智大祐に投げ勝って決勝に進出したが、惜しくも松山商に敗れ、甲子園出場は出来なかった。4割超の打率、及び本塁打30本と、強打も誇っている。
大阪体育大学時代は阪神大学野球連盟にとどまらず、全国屈指の好投手として活躍。2004年秋に大学の先輩である、上原浩治以来のノーヒットノーランを達成。2005年秋季リーグではMVPを獲得し、明治神宮大会の関西代表決定戦では初戦で延長11回を投げて龍谷大にサヨナラ負けするも、敗者復活戦を経た第2代表決定戦では再度対戦した龍谷大に9回を完投するとサヨナラ勝ちで出場を決めた。本大会では初戦の愛知学院大戦で先発すると同点の7回に相手投手に本塁打を浴びて完投するも敗退。リーグ通算38試合に登板し25勝11敗。最優秀選手1回、最優秀投手2回、ベストナイン2回受賞。
2005年のドラフト会議でヤクルトスワローズから4巡目で指名を受けた。12月2日に推定契約金5000万円、推定年俸1000万円で仮契約を結び、入団が決まった。宇和島東出身でヤクルトに入団したのは、宮出隆自、岩村明憲に続き3人目。

### プロ入り後
2006年のキャンプは一軍でスタートしたが、結果を残せず開幕は二軍スタートとなった。教育リーグ・ファームでは好投を見せ、4月7日に一軍初昇格。4月12日に9回裏、6点差勝利の場面で一軍初登板を迎えるが、アウト1つ取る間に2四球1被安打で、後続の高津臣吾も打たれて自責点3を記録。1試合で二軍降格となった。二軍戦ではその後も好投を続け、谷間の先発要員として7月29日に再昇格。8月2日に一軍初先発登板を果たしたが、今度は1回1/3で1四球3被安打の自責点2でKO。試合はその後打線が追いついたため、勝敗は付かなかったが、またも一試合で二軍に逆戻りとなってしまった。
2007年はキャンプ・開幕共に二軍スタートとなった。ファームでは先発登板も見られ、11試合で5勝をマークしたが、前年よりも数字を落としてしまい、一軍へあがることは出来なかった。オフには背番号12から58へ変更することが発表された。
2008年は前年に続き開幕は二軍スタートとなった。イースタン・リーグ開幕から防御率2点台の好調を維持し、ダニエル・リオス、増渕竜義、花田真人の右腕3投手の降格に伴い、6月3日に約1年10ヶ月ぶりに一軍登録された。その日の対福岡ソフトバンクホークス戦の8回裏で一軍初登板を果たし、三者凡退に抑えている。
2009年もキャンプ・開幕共に二軍スタートとなった。イースタン・リーグでは先発の一角として17試合に登板、4勝2敗、防御率3.23と結果を残し、リッキー・バレット投手の降格に伴い、8月15日にシーズン初昇格すると、シーズン初登板となる8月20日の阪神タイガース戦で2回無失点に抑えるなど、中継ぎで通算12回2失点と安定した成績を残したことで、9月10日の広島東洋カープ戦で先発に起用され、7回無失点の好投、9月16日の横浜ベイスターズ戦で、自身初のバースデー先発登板をプロ入り初勝利で飾りチームの連敗を9で止めた。さらに9月22日の広島戦では無四球4安打で初完投初完封を挙げた。その後も後半戦に入り大失速したチームの救世主として安定したピッチングを続け、最終的に4勝0敗、防御率1.64という好成績で、球団史上初のクライマックス・シリーズ（CS）進出に大きく貢献した。なお、9月4日の巨人戦では、加藤健に頭部への死球を与え、危険球退場処分を受けた（巨人ベンチに残っていた捕手は加藤のみであったため、木村拓也が急遽マスクを被る事態となった）。中日ドラゴンズとのCS第3戦に先発予定であったが、前日の10月18日にA型インフルエンザを発症し登録を外れたため登板はならなかった。
2010年は、開幕一軍は逃したものの4月4日に昇格し、中継ぎで起用された。しかし、4月13日の広島戦で同点の場面から本塁打を浴びてプロ初の黒星となり、4月28日の阪神戦での2被本本塁打4失点となり、翌日に登録抹消された。7月には自身の結婚が発表され、8月に再び一軍での登板機会を得たものの、前年のような「旋風」とはいかず、一軍定着には課題の残るシーズンとなった。
2011年シーズンは一軍登板はなく、二軍で16試合に登板し防御率4.13であった。同年10月9日、戦力外通告を受けた。12月2日、自由契約公示された。現役続行を希望したが、12球団合同トライアウト前日に顎を骨折し、参加できなかった。そのため、宮本慎也の計らいで2012年1月の自主トレーニングにサポートスタッフとして参加した。その後、会社員に転じた。
現在は解体工事会社で重機オペレーターを担当している。

## 詳細情報

### 年度別投手成績
| 年 度     | 球 団     | 登 板 | 先 発 | 完 投 | 完 封 | 無 四 球 | 勝 利 | 敗 戦 | セ 丨 ブ | ホ 丨 ル ド | 勝 率 | 打 者 | 投 球 回 | 被 安 打 | 被 本 塁 打 | 与 四 球 | 敬 遠 | 与 死 球 | 奪 三 振 | 暴 投 | ボ 丨 ク | 失 点 | 自 責 点 | 防 御 率 | W H I P |
| --------- | --------- | ----- | ----- | ----- | ----- | -------- | ----- | ----- | -------- | ----------- | ----- | ----- | -------- | -------- | ----------- | -------- | ----- | -------- | -------- | ----- | -------- | ----- | -------- | -------- | ------- |
| 2006      | ヤクルト  | 2     | 1     | 0     | 0     | 0        | 0     | 0     | 0        | 0           | ----  | 13    | 2.0      | 4        | 2           | 3        | 0     | 0        | 0        | 0     | 0        | 6     | 5        | 22.50    | 3.50    |
| 2008      | ヤクルト  | 5     | 0     | 0     | 0     | 0        | 0     | 0     | 0        | 0           | ----  | 20    | 5.1      | 4        | 1           | 0        | 0     | 0        | 4        | 0     | 0        | 2     | 2        | 3.38     | 0.75    |
| 2009      | ヤクルト  | 12    | 5     | 1     | 1     | 1        | 4     | 0     | 0        | 1           | 1.000 | 174   | 44.0     | 34       | 3           | 11       | 1     | 2        | 19       | 0     | 0        | 8     | 8        | 1.64     | 1.02    |
| 2010      | ヤクルト  | 11    | 0     | 0     | 0     | 0        | 0     | 1     | 0        | 1           | .000  | 53    | 13.0     | 11       | 4           | 4        | 0     | 0        | 7        | 0     | 0        | 6     | 6        | 4.15     | 1.15    |
| 通算：4年 | 通算：4年 | 30    | 6     | 1     | 1     | 1        | 4     | 1     | 0        | 2           | .800  | 260   | 64.1     | 53       | 10          | 18       | 1     | 2        | 30       | 0     | 0        | 22    | 21       | 2.94     | 1.10    |

### 記録
投手記録
- 初登板：2006年4月12日、対横浜ベイスターズ1回戦（横浜スタジアム）、9回裏に3番手で救援登板、1/3回3失点
- 初先発：2006年8月2日、対広島東洋カープ12回戦（広島市民球場）、1回2/3を3安打3失点
- 初奪三振：2008年6月9日、対千葉ロッテマリーンズ4回戦（明治神宮野球場）、8回表に福浦和也から空振り三振
- 初ホールド：2009年9月4日、対読売ジャイアンツ17回戦（東京ドーム）、10回裏に5番手で救援登板、1回0/3を無失点
- 初勝利・初先発勝利：2009年9月16日、対横浜ベイスターズ18回戦（横浜スタジアム）、5回2/3を6安打2失点
- 初完投勝利・初完封勝利：2009年9月22日、対広島東洋カープ22回戦（MAZDA Zoom-Zoom スタジアム広島）、9回4安打無四球

打撃記録
- 初安打：2009年9月22日、対広島東洋カープ22回戦（MAZDA Zoom-Zoom スタジアム広島）、4回表に齊藤悠葵から左前安打

### 背番号
- 12 （2006年 - 2007年）
- 58 （2008年 - 2011年）